# جبل بايزيد
جبل بايزيد يقع إلى الشرق من بلدة برقة ويمتد حتى ينحدر نحو غور الأردن شرقا ويتدرج بالانحدار غربا ليتبعه سلسلة جبال منها جبل القبيبات وجبل القصور شمال برقة وراس بانه وجبل ايلان قرب بزاريا وجبل هارون فوق اجنسنيا ويبلغ ارتفاعه 750م، ولهذا الجبل اهمية تاريخية حيث يعتبر مزار حيث توجد على قمته قبة (بناء قديم) كان يعتكف فيها أحد الصوفيون. واقام عليه القائد صلاح الدين قلعة نظرا لاهميته الاستراتيجيه حيث انه يشرف على جبال الأردن شرقا كما انه يشرف على هضبة الجولان وجبل الشيخ شمالا والبحر المتوسط غربا.
تقع على سطح الجبل قرية بيت امرين الذي يبلغ عدد سكانها 2821 نسمة وتحدها قرى ياصيد وعصيرة الشمالية في محافظة نابلس ويبلغ ارتفاع الجبل 789م . وتقع قرية بيت امرين في وادي الشعير والذي يمتد من وادي التفاح مرورا ببيت ايبا ومن ثم دير شرف وإلى قرى طولكرم .